# Tsead Bruinja
Tjeerd Pieter (Tsead) Bruinja (Rinsumageest, 17 juli 1974) is een Nederlandse dichter van Friestalige en Nederlandstalige poëzie. Zijn eerste twee bundels gaf hij in eigen beheer uit. Zijn bundel Dat het zo hoorde werd genomineerd werd voor de Jo Peters Poëzieprijs.
Met het collectief Gewassen (2001-2004), met onder anderen dichter Sieger MG en videokunstenaar Alan D. Joseph, won hij in 2002 het Hendrik de Vriesstipendium. In 2009 werd de Kees van der Hoef-prijs aan hem toegekend. In januari 2019 werd hij voor een periode van twee jaar benoemd tot Dichter des Vaderlands. 